# Federation of American Scientists
La Federation of American Scientists (FAS; in italiano: Federazione degli scienziati americani) è un'organizzazione fondata nel 1945 da scienziati del Progetto Manhattan che ritenevano che gli scienziati, ingegneri e altri tipi di innovatori avessero l'obbligo etico di portare la loro conoscenza ed esperienza a sostegno di chi avesse dovuto prendere cruciali decisioni riguardanti la sicurezza nazionale. I primi progetti della FAS si focalizzarono sul controllo delle armi nucleari e sulla ricerca relativa all'energia nucleare per usi pacifici.
Nel 2010 era sostenuta da 86 Premi Nobel appartenenti ai campi della chimica, economia, medicina e fisica. La FAS attualmente si occupa di un gran numero di questioni dove il contributo di analisi basate sulla scienza e la tecnologia è fondamentale.

## Progetti
Lo "Strategic Security Program" (programma di sicurezza strategica) porta avanti progetti che possano ridurre eventuali minacce agli Stati Uniti, i loro alleati, ed il mondo intero, costituite da un novero di armi biologiche, chimiche, convenzionali e nucleari. Gli USA si confrontano un ampio raggio di potenziali minacce in ambito di sicurezza che sono cambiate enormemente sin dalla fine della guerra fredda.
I legislatori e gli amministratori del denaro e delle strutture pubbliche che sono impegnati in questioni concernenti la sicurezza militare e civile, devono affrontare in modo consapevole e ben informato un'enorme quantità di questioni tecniche caratterizzate da una crescente complessità, che implica la necessità di un accesso rapido a rapporti evidenzianti i fatti rilevanti e le analisi ed implicazioni di questi eventi eseguiti da esperti della massima competenza possibile. Il FAS continua a dare grande priorità a progetti aventi come scopo il cercare di ridurre il numero ed il ruolo delle armi nucleari, la messa in sicurezza delle armi, dei materiali e dei centri nucleati esistenti, il rafforzamento delle politiche di non-proliferazione internazionale e la sorveglianza su tutte le modalità e meccanismi che possano portare alla diffusione di tecnologie pericolose, in modo che non possano arrivare nelle mani di stati inaffidabili e/o gruppi terroristici.
Recentemente il FAS ha tenuto rapporti e conferenze presso il Congresso degli Stati Uniti d'America, che hanno portato all'affossamento del progetto di sviluppo di una mini-bomba nucleare (la RNEP, acronimo di "Robust Nuclear Earth Penetrator") ad esplosione sotterranea, dimostrando teoricamente che i suoi effetti in superficie non sarebbero stati affatto limitati, e che la contaminazione risultante sarebbe stata quasi identica a quella dovuta ad una (già disponibile) mini-bomba nucleare ad esplosione superficiale.